# Светско првенство у атлетици у дворани 2025 — скок удаљ за мушкарце
Скок удаљ у мушкој конкуренцији на 20. Светском првенству у атлетици у дворани 2025. одржан је 23. марта у  новоизграђеној дворани „Нанкингова коцка“ у Омладинском олимпијском спортском парку у Нанкингу.

## Земље учеснице
Учествовало је 13 такмичара из 10 земаља.
| 1. Аустралија (1) 2. Грчка (1) 3. Италија (1) 4. Јамајка (2) 5. Јапан (2) | 1. Јужноафричка Република (1) 2. Кина (1) 3. Порторико (1) 4. САД (2) 5. Швајцарска (1) |

## Освајачи медаља
| Освајачи медаља |            |             |  |  |  |  |
|                 |            |             |  |  |  |  |
|                 |            |             |  |  |  |  |
|                 |            |             |  |  |  |  |
| Матија Фурлани  | Вејн Пинок | Лијам Адкок |  |  |  |  |
| Италија         | Јамајка    | Аустралија  |  |  |  |  |

## Рекорди пре почетка Светског првенства 2025.
Рекорди у скоку удаљ за мушкарце пре почетка светског првенства 1. марта 2025. године:
| Рекорди пре почетка Светског првенства 2025. | Рекорди пре почетка Светског првенства 2025. | Рекорди пре почетка Светског првенства 2025. | Рекорди пре почетка Светског првенства 2025. | Рекорди пре почетка Светског првенства 2025. | Рекорди пре почетка Светског првенства 2025. |
| -------------------------------------------- | -------------------------------------------- | -------------------------------------------- | -------------------------------------------- | -------------------------------------------- | -------------------------------------------- |
| Светски рекорд                               | Мајк Пауел                                   | САД                                          | 8,95                                         | Токио, Јапан                                 | 30. август 1991.                             |
| Рекорд светских првенстава                   | Мајк Пауел                                   | САД                                          | 8,95                                         | Токио, Јапан                                 | 30. август 1991.                             |
| Најбољи резултат сезоне                      | Матија Фурлани                               | Италија                                      | 8,37                                         | Торуњ, Пољска                                | 16. фебруар 2025.                            |
| Европски рекорд                              | Роберт Емијан                                | Совјетски Савез                              | 8,86                                         | Цахкадзор, СССР, данас Јерменија             | 22. мај 1987.                                |
| Северноамерички рекорд                       | Мајк Пауел                                   | САД                                          | 8,95                                         | Токио, Јапан                                 | 30. август 1991.                             |
| Јужноамерички рекорд                         | Ирвинг Саладино                              | Панама                                       | 8,73                                         | Хенгело, Холандија                           | 24. мај 2008.                                |
| Афрички рекорд                               | Луво Мањонга                                 | Јужна Африка                                 | 8,65                                         | Potchefstroom, Јужноафричка Република        | 22. април 2017.                              |
| Азијски рекорд                               | Мухамед Салман Ал Хавал                      | Саудијска Арабија                            | 8,48                                         | Sotteville-lès-Rouen, Француска              | 2. јул 2006.                                 |
| Океанијски рекорд                            | Мичел Вот                                    | Аустралија                                   | 8,54                                         | Стокхолм, Шведска                            | 20. март 2021.                               |

### Најбољи резултати у 2025. години
Десет најбољих атлетичара године у скоку удаљ у дворани пре почетка првенства (21. марта 2025), имали су следећи пласман.
| 1.  | Матија Фурлани      | Италија                | 8,37 | 18. фебруар |
| 2.  | Таџеј Гејл          | Јамајка                | 8,34 | 22. фебруар |
| 3.  | Лијам Адкок         | Аустралија             | 8,33 | 1. март     |
| 4.  | Мингкуен Џанг       | Кина                   | 8,24 | 22. фебруар |
| 5.  | Тобиас Монтлер      | Шведска                | 8,23 | 29. јануар  |
| 6.  | Сајмон Ехамер       | Швајцарска             | 8,20 | 7. март     |
| 7.  | Божидар Сарабојуков | Бугарска               | 8,19 | 31. јануар  |
| 7.  | Сандер Скотхајм     | Норвешка               | 8,19 | 1. фебруар  |
| 9.  | Џејкоб Финчам-Дјукс | Уједињено Краљевство   | 8,18 | 31. јануар  |
| 10. | Чесвил Џонсон       | Јужноафричка Република | 8,17 | 25. јануар  |
| 10. | ЈЦ Стивенсон        | САД                    | 8,17 | 1. фебруар  |

Такмичари чија су имена подебљана учествовали су на СП 2025.

## Квалификациона норма
| Дворана | Отворено |
| ------- | -------- |
| 8,26 м  |          |

## Сатница
| Датум          | Време | Ниво   |
| -------------- | ----- | ------ |
| 23. март 2025. | 19:40 | Финале |

Времена су дата према локалном времену UTC+8.

## Резултати

### Финале
Такмичење је одржано 23. марта 2025. године у 19:40. Сви атлетчари су  извели по 3 скока, 6 најбољих још 3 скока.,,,
| Позиција | Атлетичар           | Земља                  | ЛР   | ЛРС  | 1.   | 2.   | 3.   | 4.   | 5.   | 6.   | Резултат | Белешка |
| -------- | ------------------- | ---------------------- | ---- | ---- | ---- | ---- | ---- | ---- | ---- | ---- | -------- | ------- |
|          | Матија Фурлани      | Италија                | 8,38 | 8,37 | х    | 8,30 | x    | 8,28 | х    | 8,21 | 8,30     |         |
|          | Вејн Пинок          | Јамајка                | 8,54 |      | 8,20 | 8,28 | х    | 8,29 | х    | 8,20 | 8,29     | ЛРС     |
|          | Лијам Адкок         | Аустралија             | 8,33 | 8,33 | 8,28 | 8,28 | 8,17 | х    | 8,11 | 8,18 | 8,28     |         |
| 4.       | Шунсуке Изумија     | Јапан                  | 8,14 |      | 7,59 | 8,21 | -    | 7,72 | п1   |      | 8,21     | ЛР      |
| 5.       | Милтијадис Тентоглу | Грчка                  | 8,65 | 8,05 | 7,81 | 7,91 | x    | 8,14 | 8,09 | х    | 8,14     | ЛРС     |
| 6.       | Хенг Шу             | Кина                   | 8,18 | 8,12 | 7,77 | 8,14 | х    | x    | x    | х    | 8,14     | ЛРС     |
| 7.       | Камерон Крамп       | САД                    | 8,39 | 8,04 | 7,71 | 8,13 | х    | х    | х    |      | 8,13     | ЛРС     |
| 8.       | Герсон Балде        | Португалија            | 8,14 | 8,11 | 8,03 | х    | 7,95 | x    | x    |      | 8,03     |         |
| 9.       | Сајмон Ехамер       | Швајцарска             | 8,45 | 8,20 | х    | 7,92 | 7,99 | х    |      |      | 7,99     |         |
| 10.      | Таџеј Гејл          | Јамајка                | 8,69 | 8,34 | 7,83 | 7,54 | 7,52 | 7,70 |      |      | 7,83     |         |
| 11.      | Вилијам Вилијамс    | САД                    | 8,23 | 8,16 | х    | х    | 7,76 |      |      |      | 7,76     |         |
| 12.      | Чесвил Џонсон       | Јужноафричка Република | 8,26 | 8,17 | 7,64 | 7,50 | х    |      |      |      | 7,64     |         |
| 13.      | Хибики Цуха         | Јапан                  | 8,23 | 7,98 | 6,30 | x    | 7,13 |      |      |      | 7,13     |         |

Подебљани лични рекорди су и национални рекорди земље коју такмичар представља
1 Повукао се са такмичења